# Cyclogastrella nigra
Cyclogastrella nigra är en stekelart som beskrevs av Sureshan 2002. Cyclogastrella nigra ingår i släktet Cyclogastrella och familjen puppglanssteklar. Inga underarter finns listade i Catalogue of Life.